# 셜리 크루스
셜리 크루스 트라냐(스페인어: Shirley Cruz Traña, 1985년 8월 28일 ~ )는 코스타리카의 전직 여자 축구 선수로 현역 시절 올랭피크 리옹 페미닌, 파리 생제르맹 페미닌, 장쑤 FC, LD 알라후엘렌세, 시애틀 레인 등에서 미드필더로 활약했으며 2019년 팬아메리칸 게임 동메달리스트이다.

## 클럽 경력
1985년 8월 28일 코스타리카의 수도 산호세에서 태어나 어린 시절 7명의 형제들과 함께 축구를 시작했고 1995년부터 2005년까지 CF 우니베르시다드, AD 고에코에체아, CS 데삼파라도스, LD 알라후엘렌세, 데포르티보 사프리사의 청소년팀에서 활동하며 3번의 리그 우승을 경험했다.
그 후 2005-06 시즌이 진행 중이던 2006년 1월 프랑스 프르미에르 리그의 명문팀인 올랭피크 리옹 페미닌 입단을 통해 유럽 무대로 진출한 이후 2011-12 시즌까지 올랭피크 리옹의 주축 미드필더로 활약하며 리그 6연패(2006-07, 2007-08, 2008-09, 2009-10, 2010-11, 2011-12) 및 2005-06 시즌 리그 3위, 쿠프 드 프랑스 페메닌 2회 우승(2007-08, 2011-12) 및 2연속 준우승(2005-06, 2006-07), 2연속 쿠프 드 프랑스 페메닌 4강 진출(2008-09, 2009-10), UEFA 여자 챔피언스리그 2연패(2010-11, 2011-12) 및 1회 준우승(2009-10), 2연속 4강 진출(2007-08, 2008-09) 등의 화려한 성과들을 남겼다.
그리고 2011-12 시즌 종료 후 같은 리그의 파리 생제르맹 페미닌으로 트레이드된 후에도 2017-18 시즌까지 몸 담으며 리그 5회 준우승(2012-13, 2013-14, 2014-15, 2015-16, 2017-18) 및 2016-17 시즌 리그 3위, 쿠프 드 프랑스 페메닌 1회 우승(2017-18) 및 2회 준우승(2013-14, 2016-17)과 2번의 4강 진출(2012-13, 2015-16), UEFA 여자 챔피언스리그 2회 준우승(2014-15, 2016-17) 등의 성과를 거두며 파리 생제르맹의 주축 미드필더로도 맹활약을 펼쳤다.
이후 2018년 중국 여자 슈퍼리그의 장쑤 FC로 이적하며 처음으로 아시아 무대를 밟았고 2018 시즌 중국 여자 FA컵 우승과 레지오널컵 우승을 경험했으나 단 1경기도 뛰지 못한 채 장쑤 FC와 결별한 뒤 2019년 유소년팀 시절 활동했던 LD 알라후엘렌세로 이적하며 14년만에 고국으로 복귀했다.
고국으로 복귀한 후 2020 시즌까지 활약하면서 2019 시즌 자국 여자 1부 리그 우승을 맛본 뒤 2020 시즌부터 2021 시즌까지 미국 NWSL의 시애틀 레인 소속으로 활약하며 2021 시즌 리그 4강 플레이오프 진출에 일조했으며 2021 시즌을 끝으로 현역 생활을 마무리했다.

## 국가대표 경력
코스타리카 여자 청소년 대표팀에서 활동한 후 자메이카와의 2002년 CONCACAF 여자 골드컵 본선 B조 조별리그 1차전에서 코스타리카 여자 성인대표팀에서의 첫 경기를 치렀고 팀은 이 대회에서 4위를 차지했다.
그리고 2004년 캐나다와의 경기에서 당한 무릎 부상의 여파로 한동안 대표팀에 차출되지 못했다가 2년 후인 2006년 대표팀에 복귀한 뒤 2015년 FIFA 여자 월드컵 북중미카리브 지역 예선을 겸한 2014년 CONCACAF 여자 챔피언십 본선에서 1골을 기록하며 팀의 사상 첫 CONCACAF W 챔피언십 준우승 및 사상 첫 여자 월드컵 본선 진출에 이바지했다.
그 후 이듬해에 열린 여자 월드컵 본선에서도 팀의 주장으로 대회에 출전했고 비록 브라질과의 조별리그 최종전에서 석패하며 16강 진출에 실패했지만 스페인, 대한민국과 무승부를 거두면서 팀 역사상 여자 월드컵 첫 승점(2점) 획득에 기여했다.
그리고 2018년 CONCACAF 여자 챔피언십에도 참가하여 쿠바와의 B조 조별리그 첫 경기에서 멀티골을 터뜨리며 12-0 대승을 이끌었음에도 이후의 2경기에서 모두 패하며 조 3위로 조별리그 탈락의 고배를 마셨으나 2019년 팬아메리칸 게임에 파나마와 함께 중앙아메리카 축구 연맹 대표로 출전하는 행운을 얻었다.
그 뒤 2019년 팬아메리칸 게임 본선에서도 팀의 주장으로 맹활약하면서 1999년 대회 이후 20년만의 코스타리카의 팬아메리칸 게임 동메달 획득에 일조했고 이에 앞서 고향에서 열린 2013년 중앙 아메리칸 게임에서는 무려 5골을 터뜨리며 팀의 금메달의 주역으로 맹활약했으며 이듬해에 열린 2014년 중앙아메리카·카리브해 경기 대회에서도 팀의 동메달 획득을 주도했다.

## 수상

### 클럽
LD 알라후엘렌세
- 코스타리카 여자 1부 리그 : 우승 (2003, 2004, 2019)

 올랭피크 리옹 페미닌
- 프르미에르 리그 : 우승 (2006-07, 2007-08, 2008-09, 2009-10, 2010-11, 2011-12), 3위 (2005-06)
- 쿠프 드 프랑스 페메닌 : 우승 (2007-08, 2011-12), 준우승 (2005-06, 2006-07), 4강 (2008-09, 2009-10)
- UEFA 여자 챔피언스리그 : 우승 (2010-11, 2011-12), 준우승 (2009-10), 4강 (2007-08, 2008-09)

 파리 생제르맹 페미닌
- 프르미에르 리그 : 준우승 (2012-13, 2013-14, 2014-15, 2015-16, 2017-18), 3위 (2016-17)
- 쿠프 드 프랑스 페메닌 : 우승 (2017-18), 준우승 (2013-14, 2016-17), 4강 (2012-13, 2015-16)
- UEFA 여자 챔피언스리그 : 준우승 (2014-15, 2016-17)

 장쑤 FC
- 중국 여자 FA컵 : 우승 (2018)
- 레지오널컵 : 우승 (2018)

 시애틀 레인
- 내셔널 위민스 사커 리그 : 4강 (2021)

### 국가대표팀
코스타리카 (여자)
- CONCACAF W 챔피언십 : 준우승 (2014)
- 팬아메리칸 게임 : 동메달 (2019)
- 중앙 아메리칸 게임 : 금메달 (2013)
- 중앙아메리카·카리브해 경기 대회 : 동메달 (2014)